# Bataille d'Ourfa
Campagne de Cilicie
Batailles
- Marach
- Ourfa
- Aïntab (1er)
- Bozanti
- Aïntab (2e)
- Karboğazı (en)
- Aïntab (3e)
- Aïntab (4e)

La bataille d'Ourfa (aujourd'hui Şanlıurfa) est une bataille qui oppose l'armée turque kémaliste et l'armée française entre le 9 février 1920 et le 11 avril 1920.

## Déroulement
Le siège débute le 9 février 1920 et dure deux mois, jusqu'au 11 avril 1920. Les troupes françaises capitulent alors en échange de garanties, mais celles-ci ne sont pas respectées. Ainsi, les Français sont massacrés par les troupes kémalistes et le major Hauger est décapité et sa tête plantée sur une pique.